# Šmohor
Šmohor – miejscowość w Słowenii w gminie Laško w regionie Styria.
W miejscowości znajduje się zabytkowy kościół św. Hermagorasa (słoweń. cerkev sv. Mohorja), wzmiankowany po raz pierwszy w 1421 rokui jest to jeden z dwóch kościołów jego wezwania w Słowenii. Nazwa miejscowości pochodzi również od św. Hermagorasa (słoweń. sv. Mohor).